# Biserica de lemn din Sâmbotin

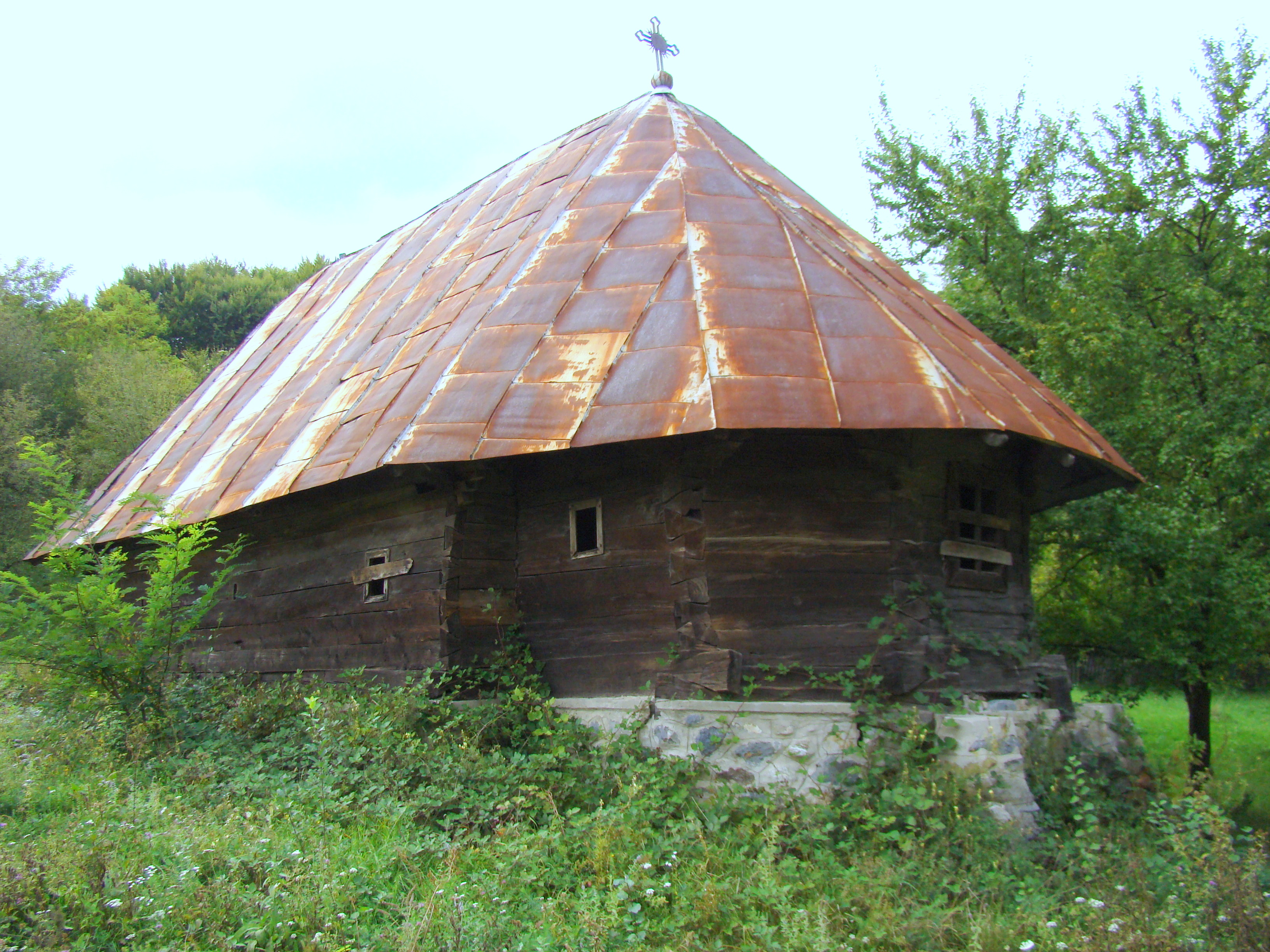
Biserica de lemn „Sfântul Mare Mucenic Gheorghe” din satul Sâmbotin, comuna Schela, județul Gorj, foto: septembrie 2009.

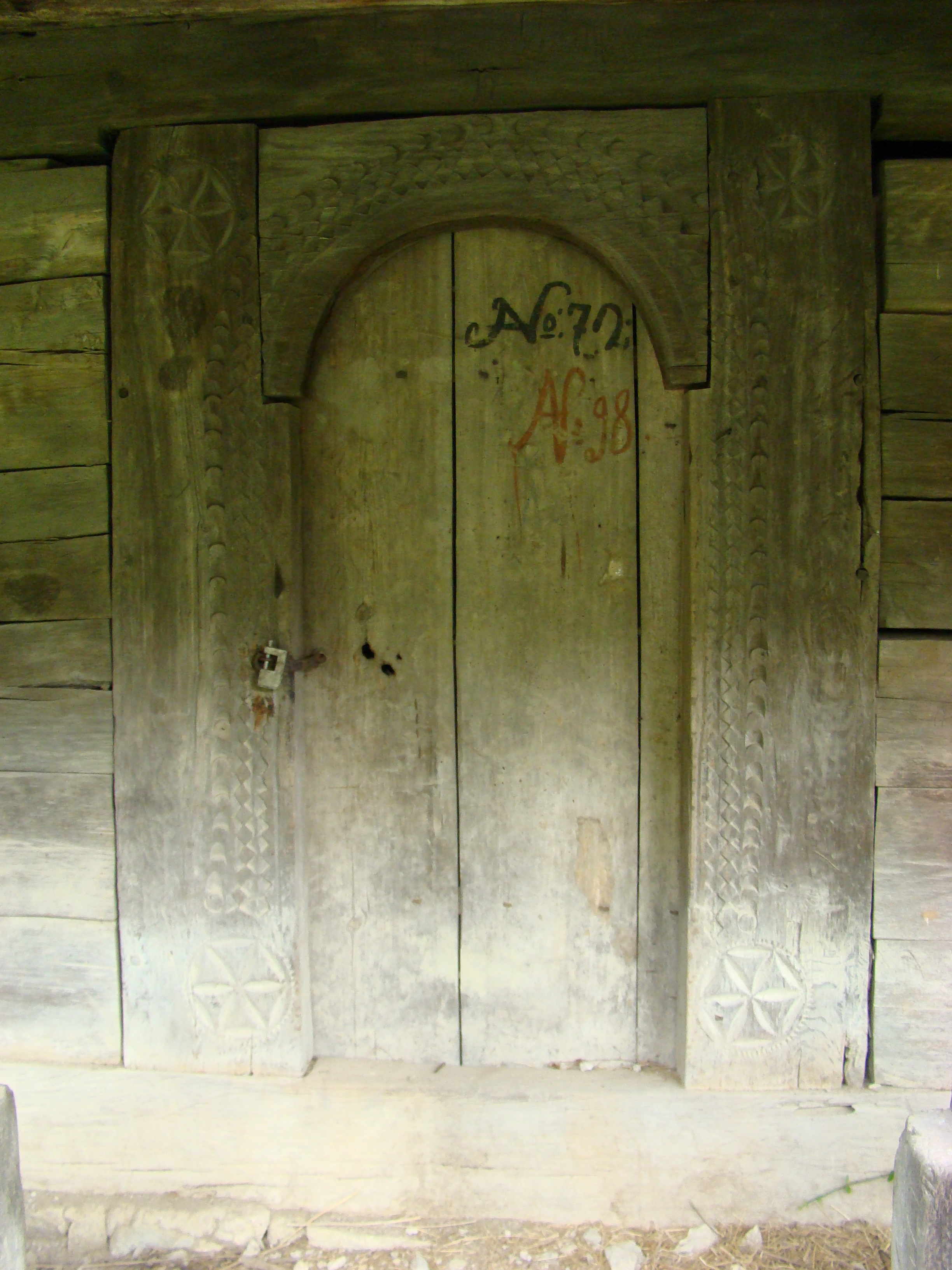
Ancadramentul intrării decorat cu chenare din romburi și dinte de lup

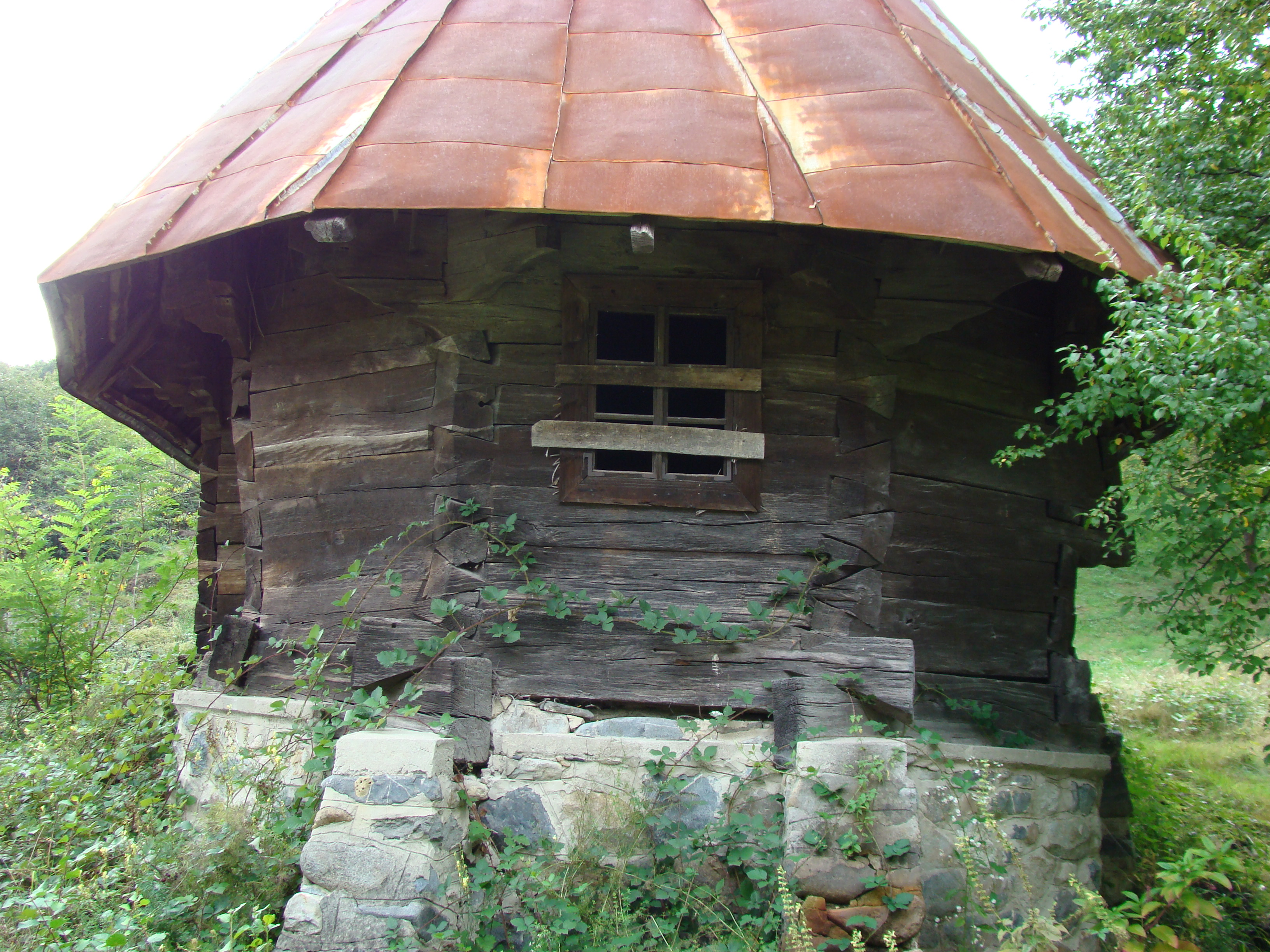
Absida altarului

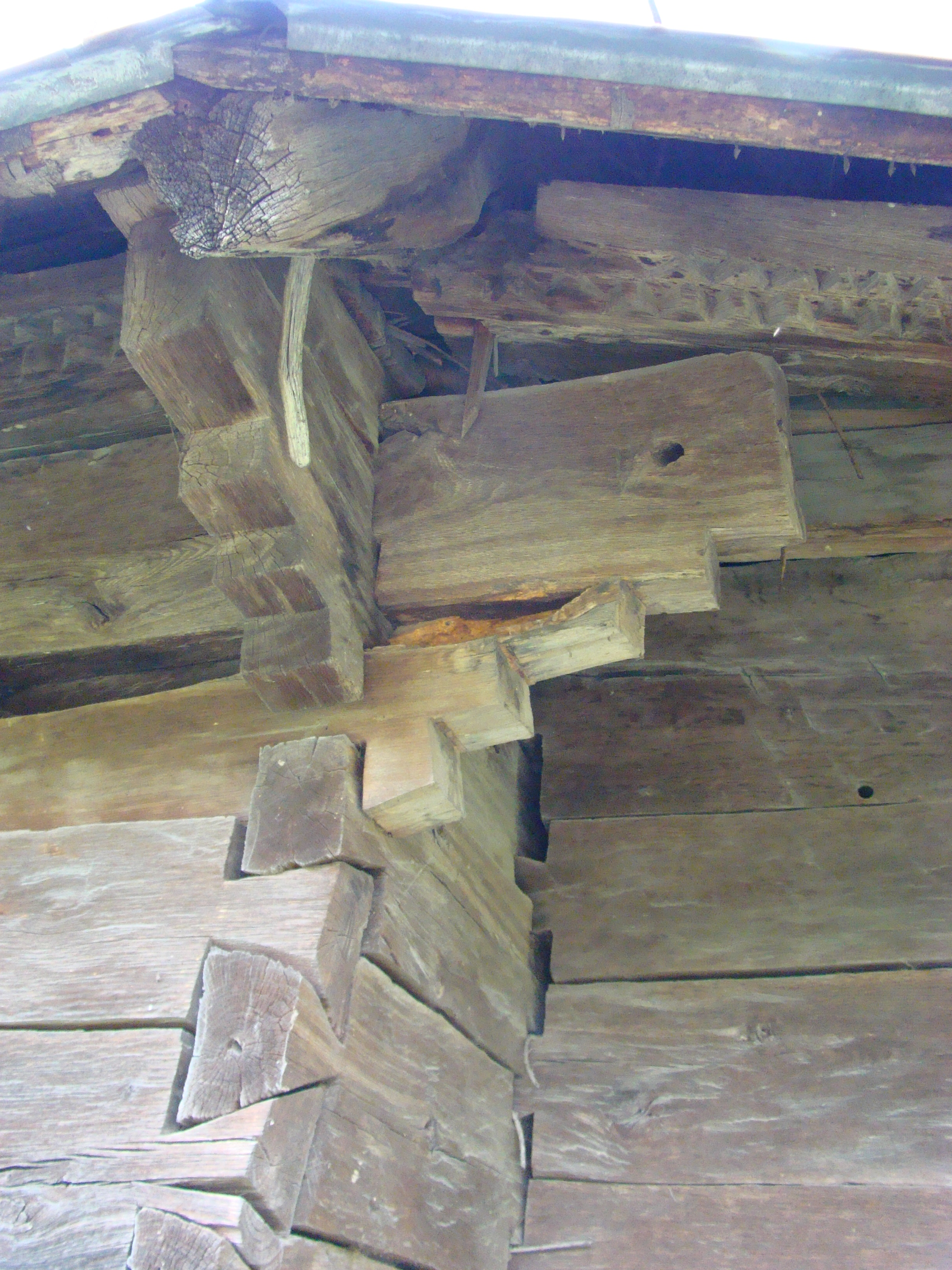
Console şi îmbinări

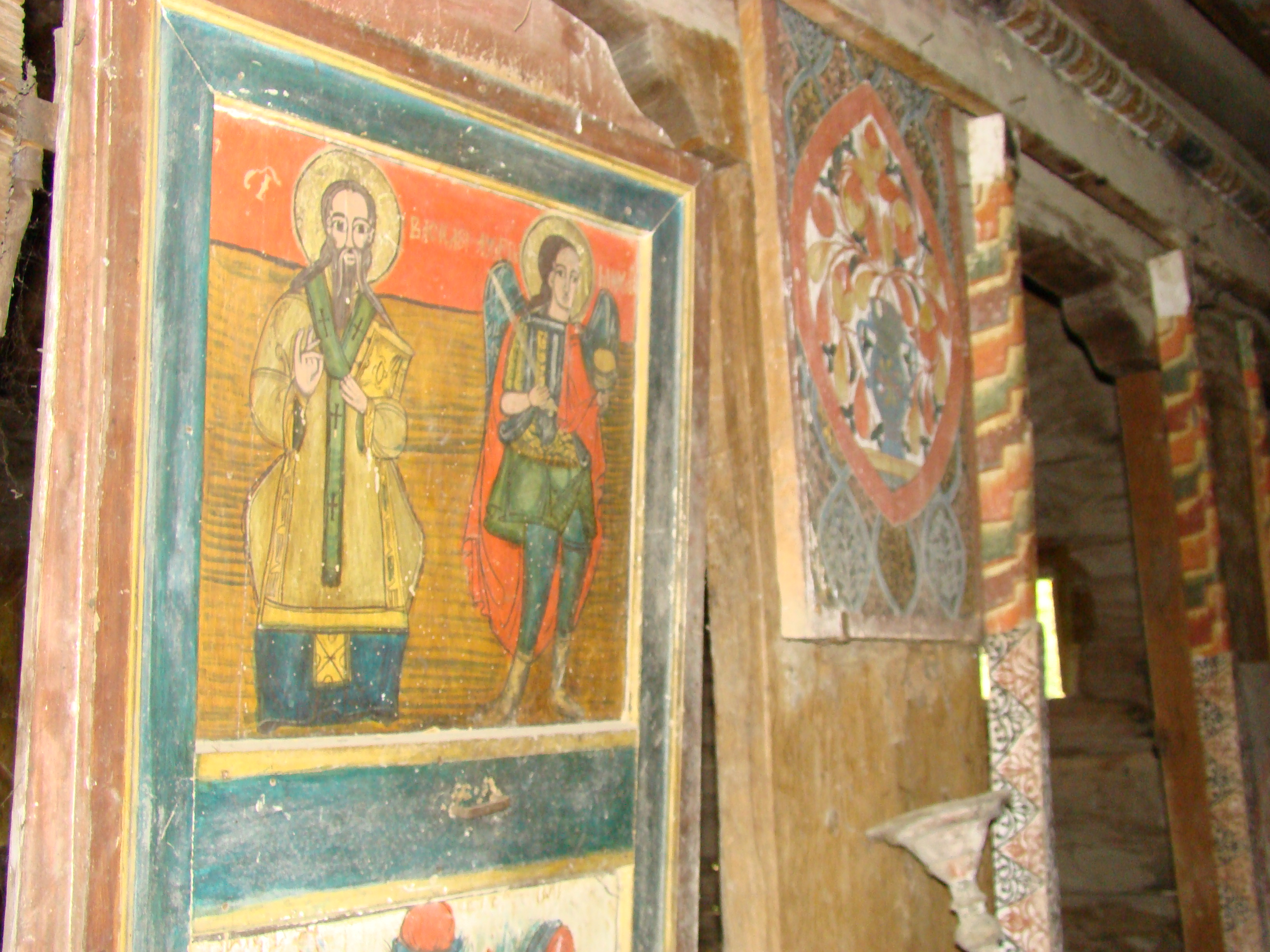
Imagine din interior

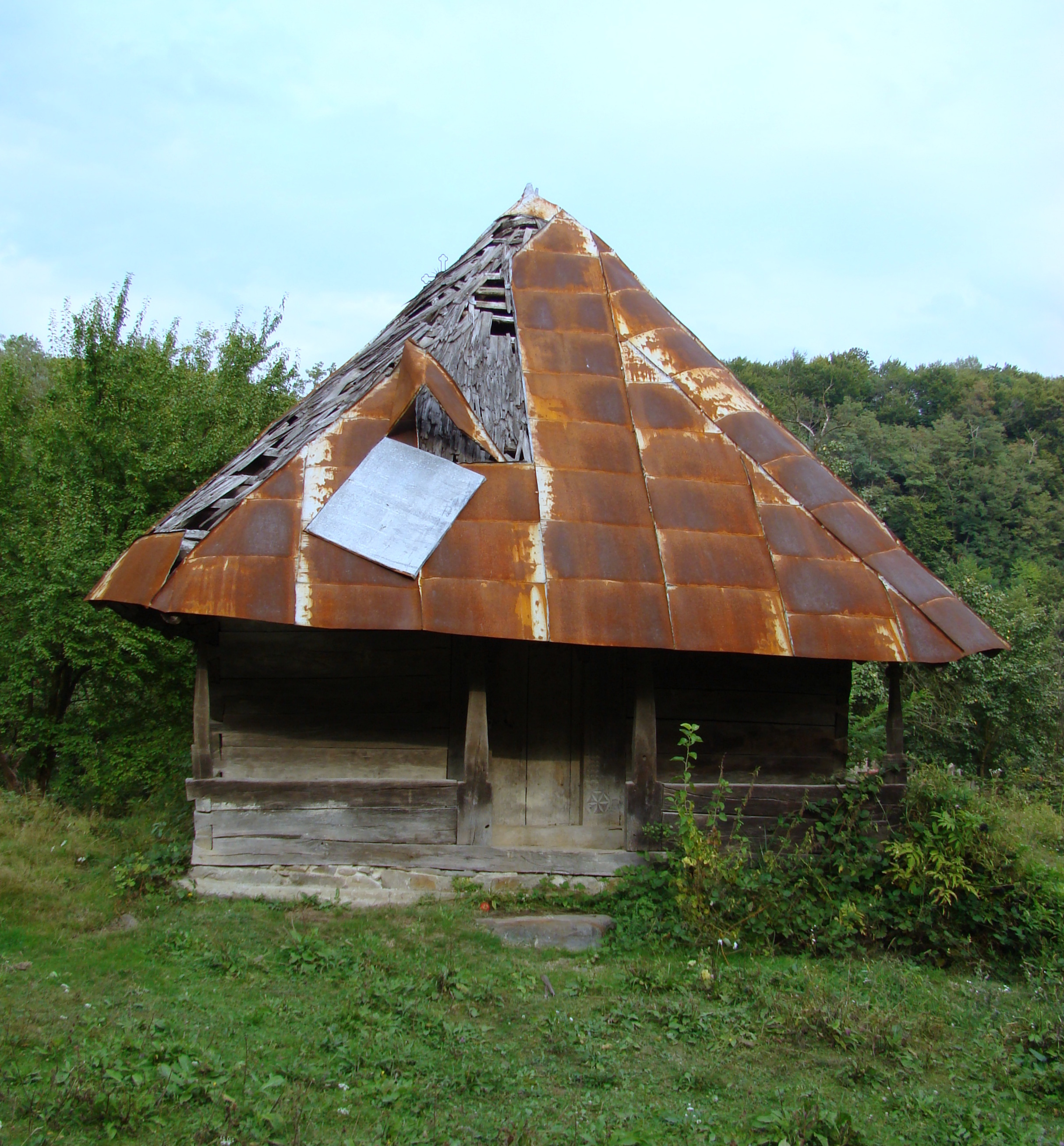
Biserica (vest)

Biserica de lemn din satul Sâmbotin, comuna Schela, județul Gorj, a fost construită în 1794. Are hramul „Sfântul Mare Mucenic Gheorghe” (23 aprilie). Biserica se află pe noua listă a monumentelor istorice sub codul LMI:  GJ-II-m-B-09369. Biserica este abandonată și într-o stare avansată de degradare.

## Istoric și trăsături
Biserica este așezată pe dealul Gruieț, deasupra văii Sâmbotinului, aflat la mică distanță. Pe o bârnă, în stânga intrării, este incizat „văleatul 7303” (1794-1795); ctitorii Matei Văcărețul, Mihai Negrea, Ion Borca, Petru Fluture sunt culeși dintr-o însemnare „septembrie 1872”, din dreapta ușii, dată care marchează o renovare importantă.
Pereții din lemn de stejar sunt așezați pe un soclu de piatră în panta terenului și înscriu o navă dreptunghiulară, cu dimensiunile 7,51 m/4,85 m.
Biserica nu are clopotniță și are un acoperiș din tablă, de prin anii '50, puternic degradat, așezat direct peste șindrila veche și ea grav deteriorată. Acoperirea interioară include o boltă comună navei, ușor retrasă, iar peste altar un semicilindru și trei suprafețe înclinate, tangente pereților.
Biserica nu are urme de pictură murală. Icoanele au fost luate din biserică, din tâmplă mai rămânând Răstignirea și moleniile, o friză cu prooroci, benzile separatoare, decorate printr-un tor profilat și pictate cu flori. Se alătură acestora ușile diaconești (cu câte un arhanghel) și ușile împărătești, Buna Vestire, în decor arhitectural, cu medalioanele proorocilor Solomon și David. Zugravul ar putea fi diaconul Zamfir de la Bălești, care a pictat în mai multe sate din zonă.
Biserica, monument istoric, este într-o stare jalnică, datorită ignoranței, fiind abandonată de săteni, care au strămutat și cimitirul.

## Imagini din exterior

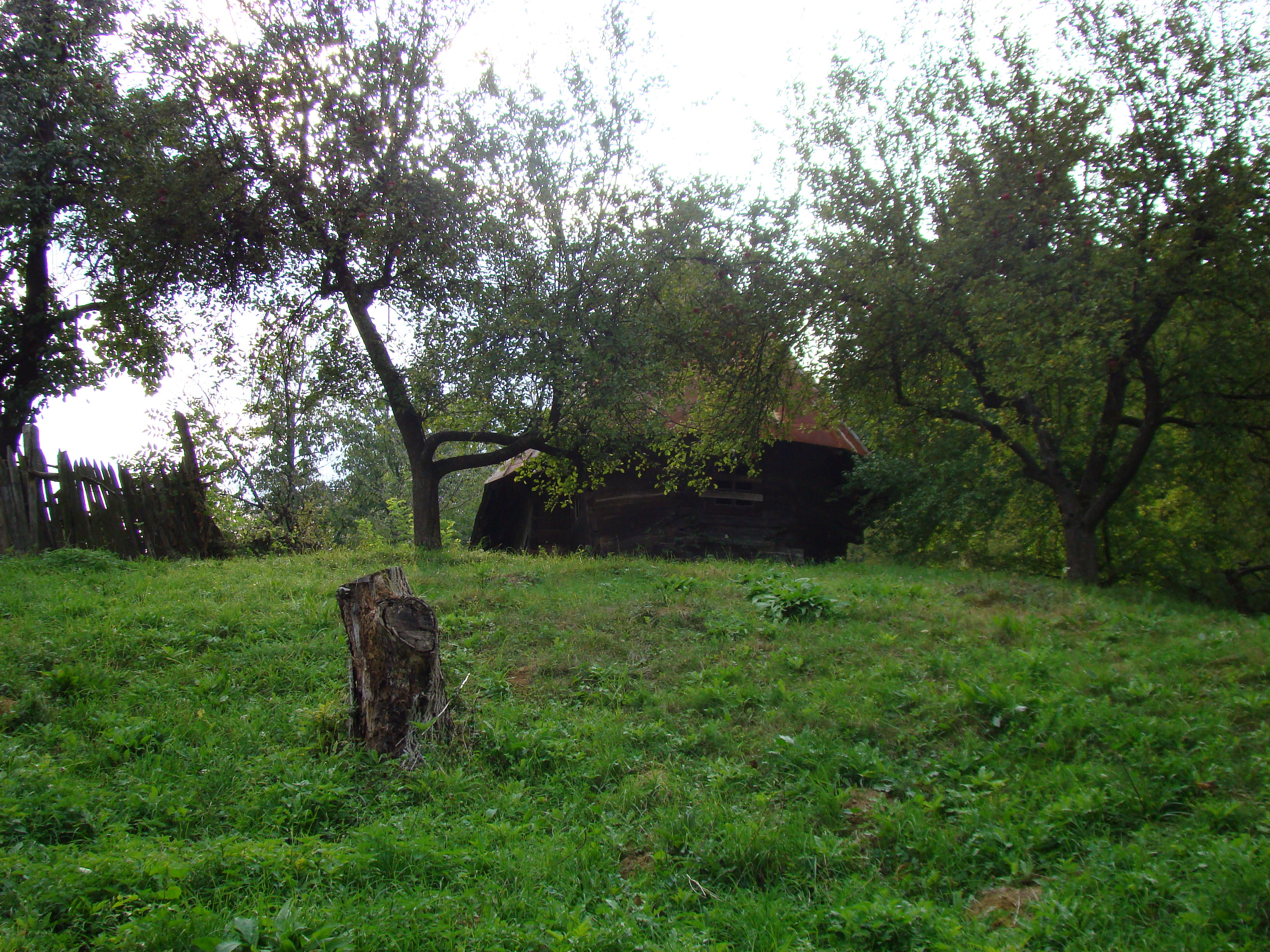
Biserica în vârful dealului Gruieţ
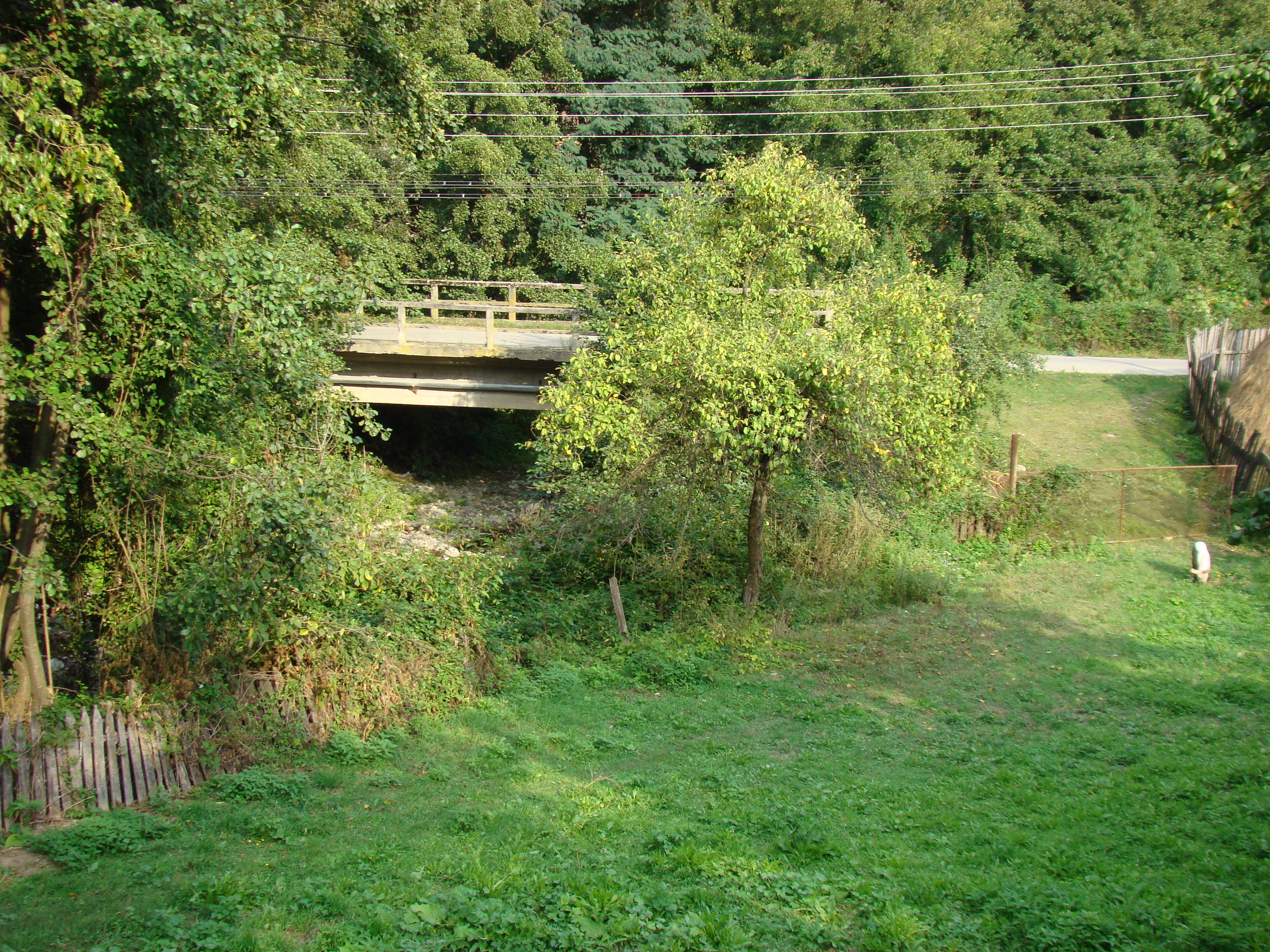
Valea Sâmbotinului
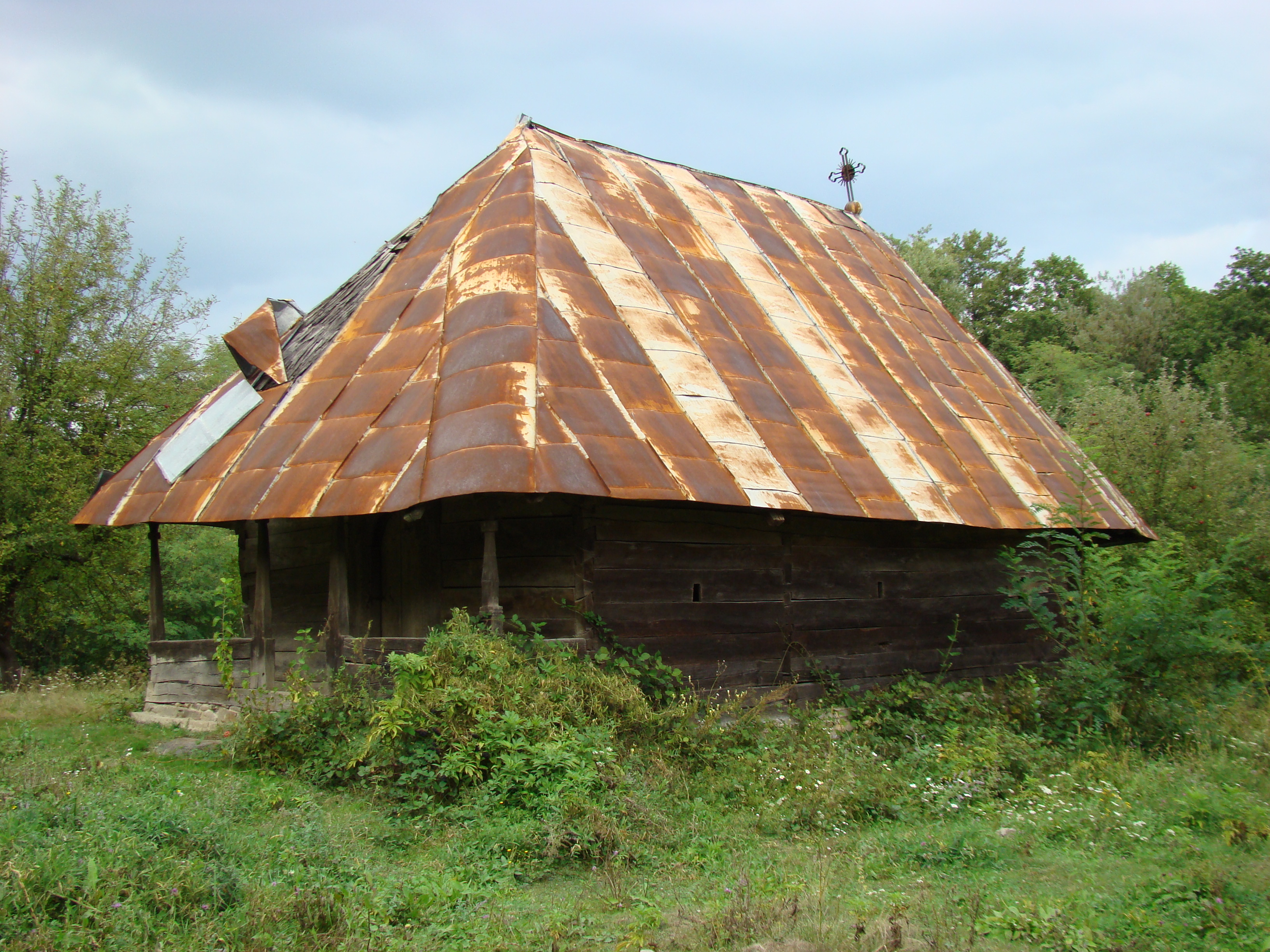
Biserica (sud-vest)
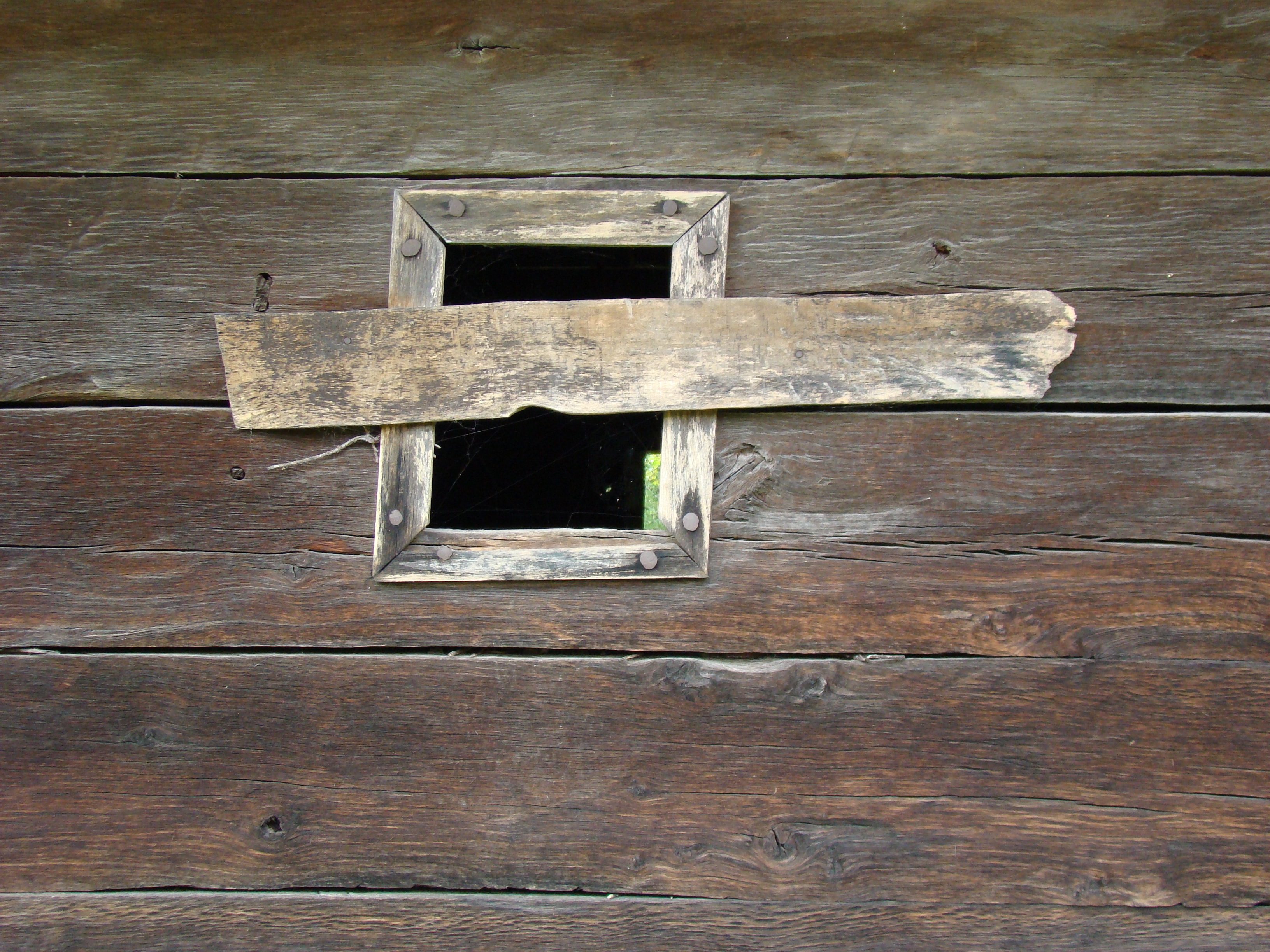
Deschidere în peretele navei
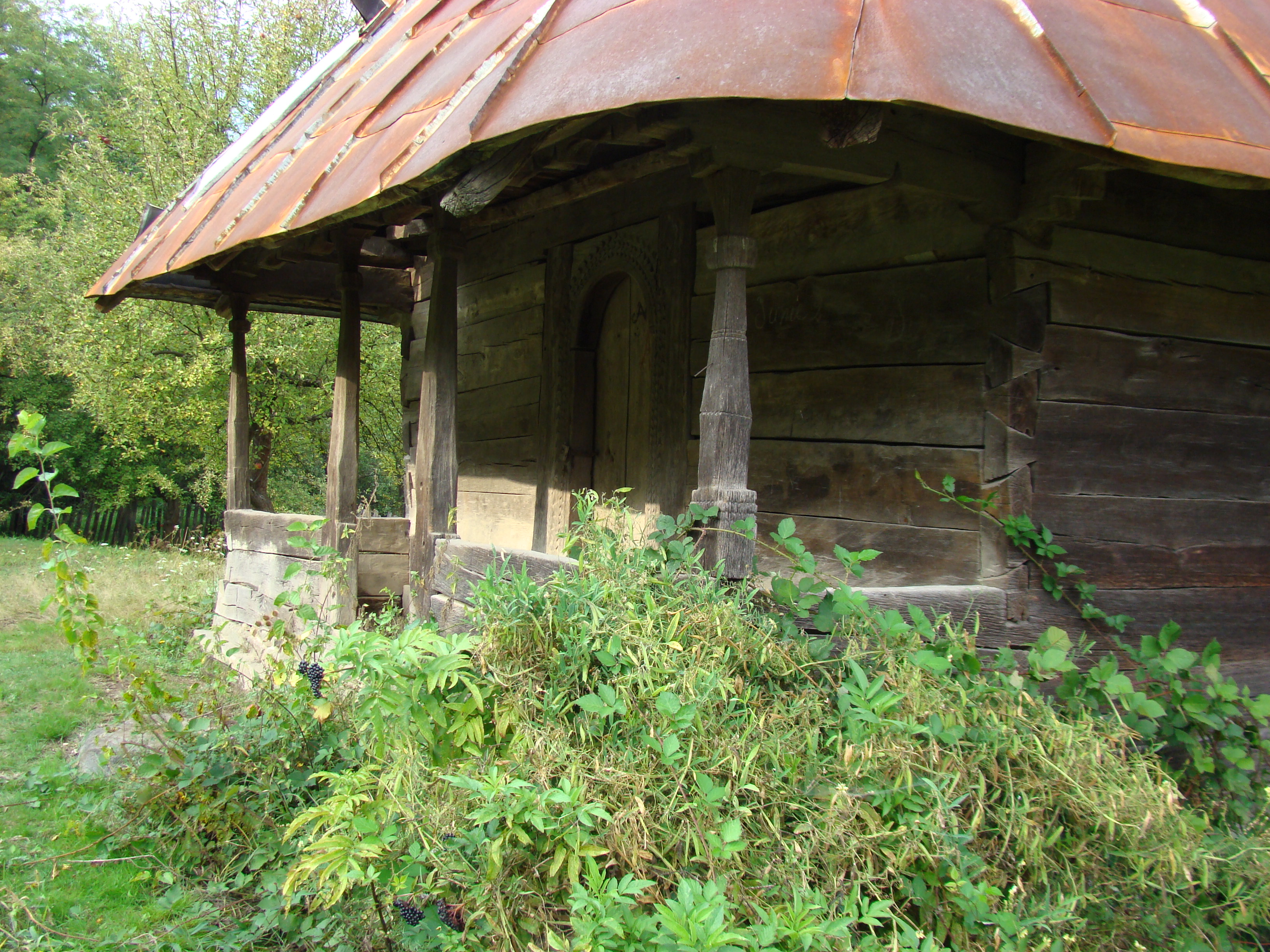
Prispa (vedere din lateral)
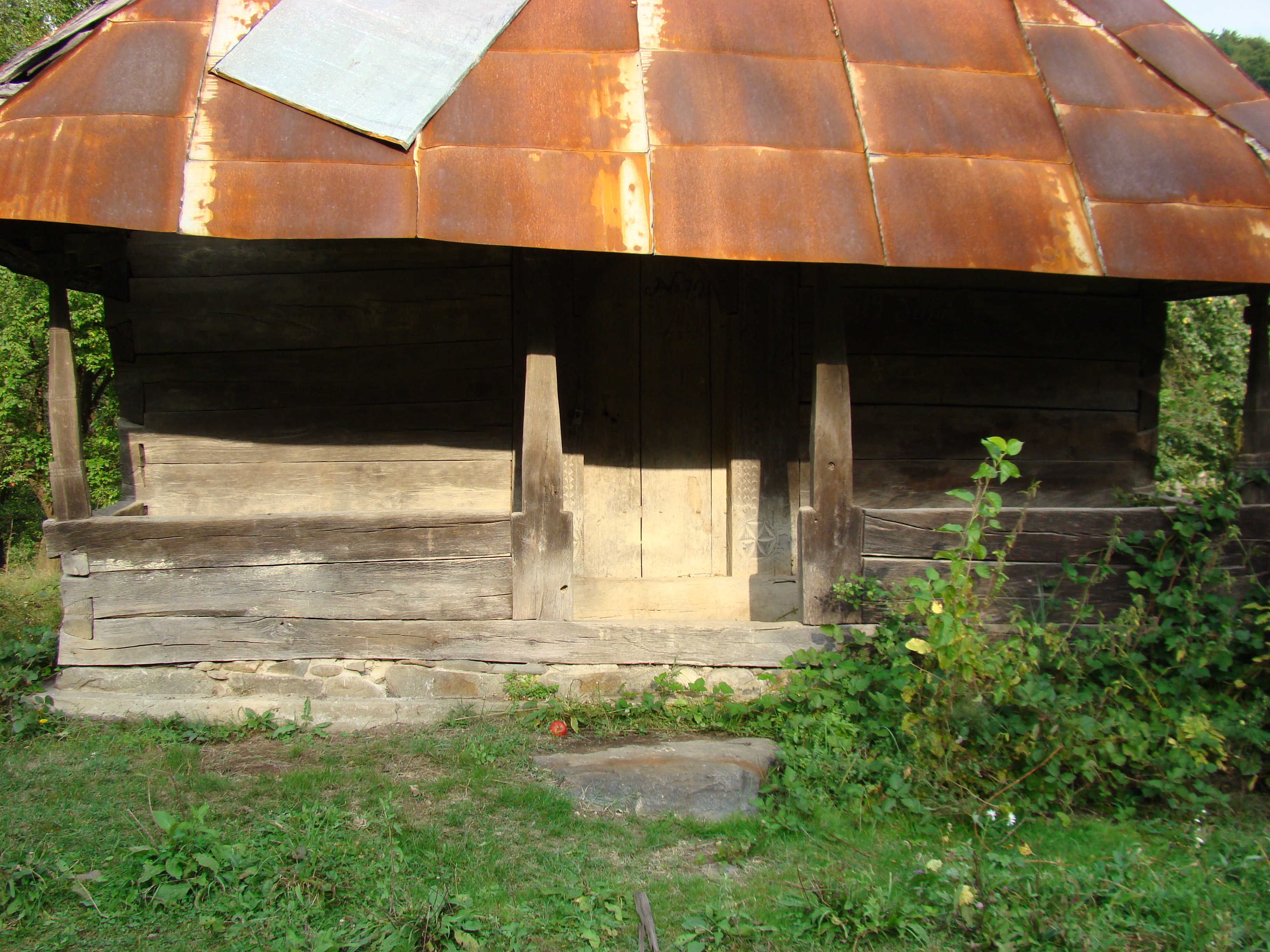
Prispa
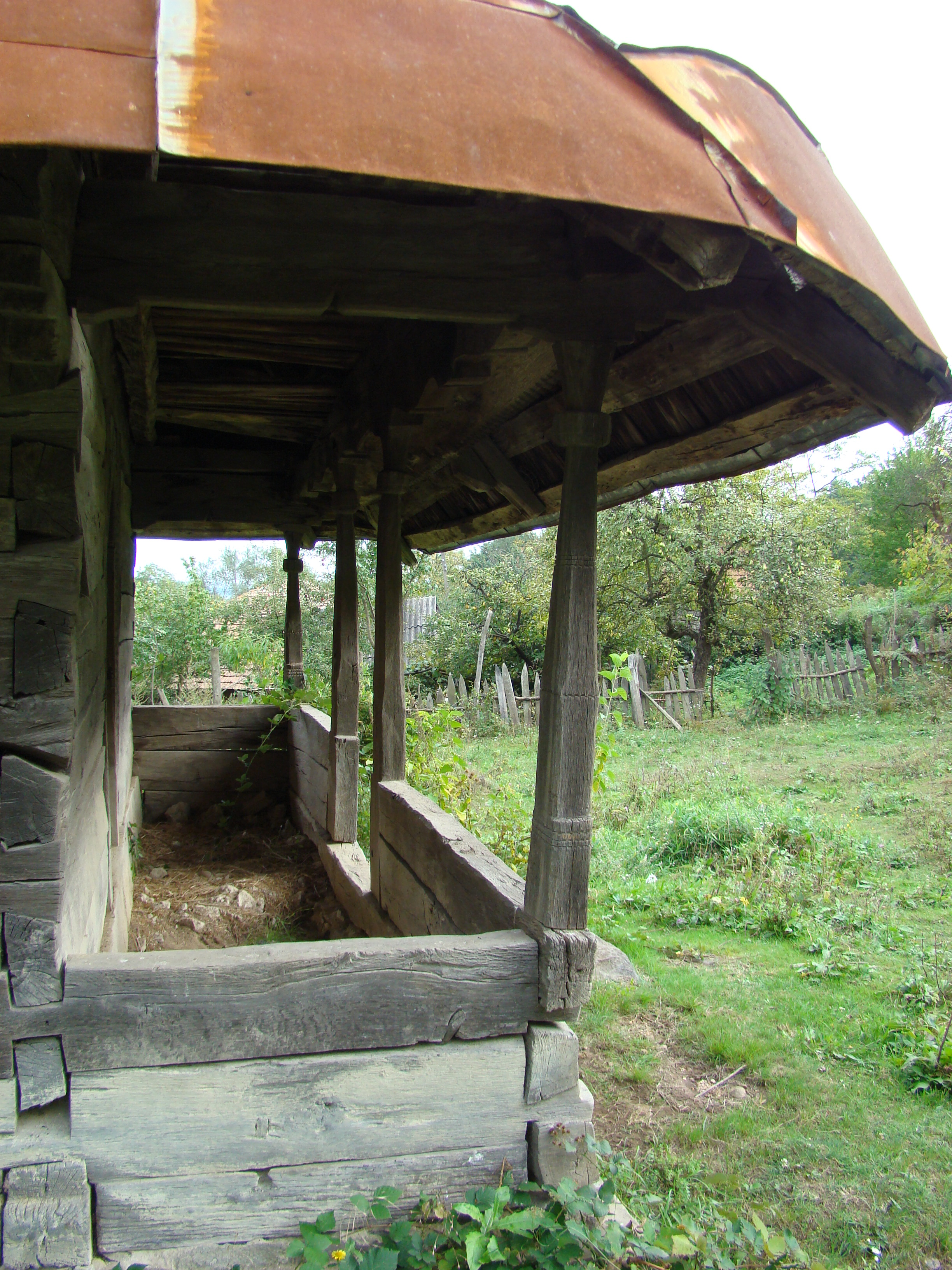
Prispa (vedere din lateral)
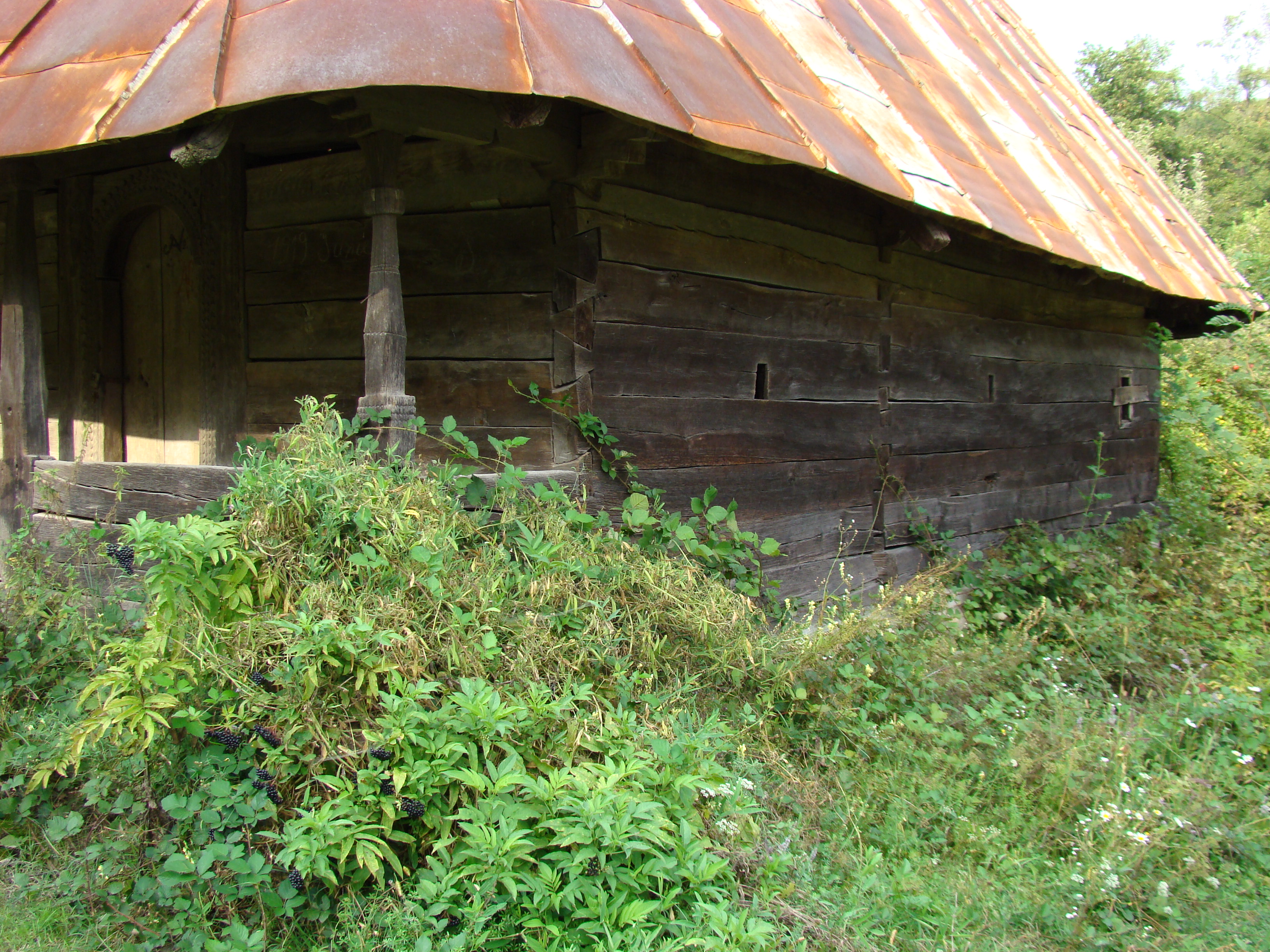
Latura de sud
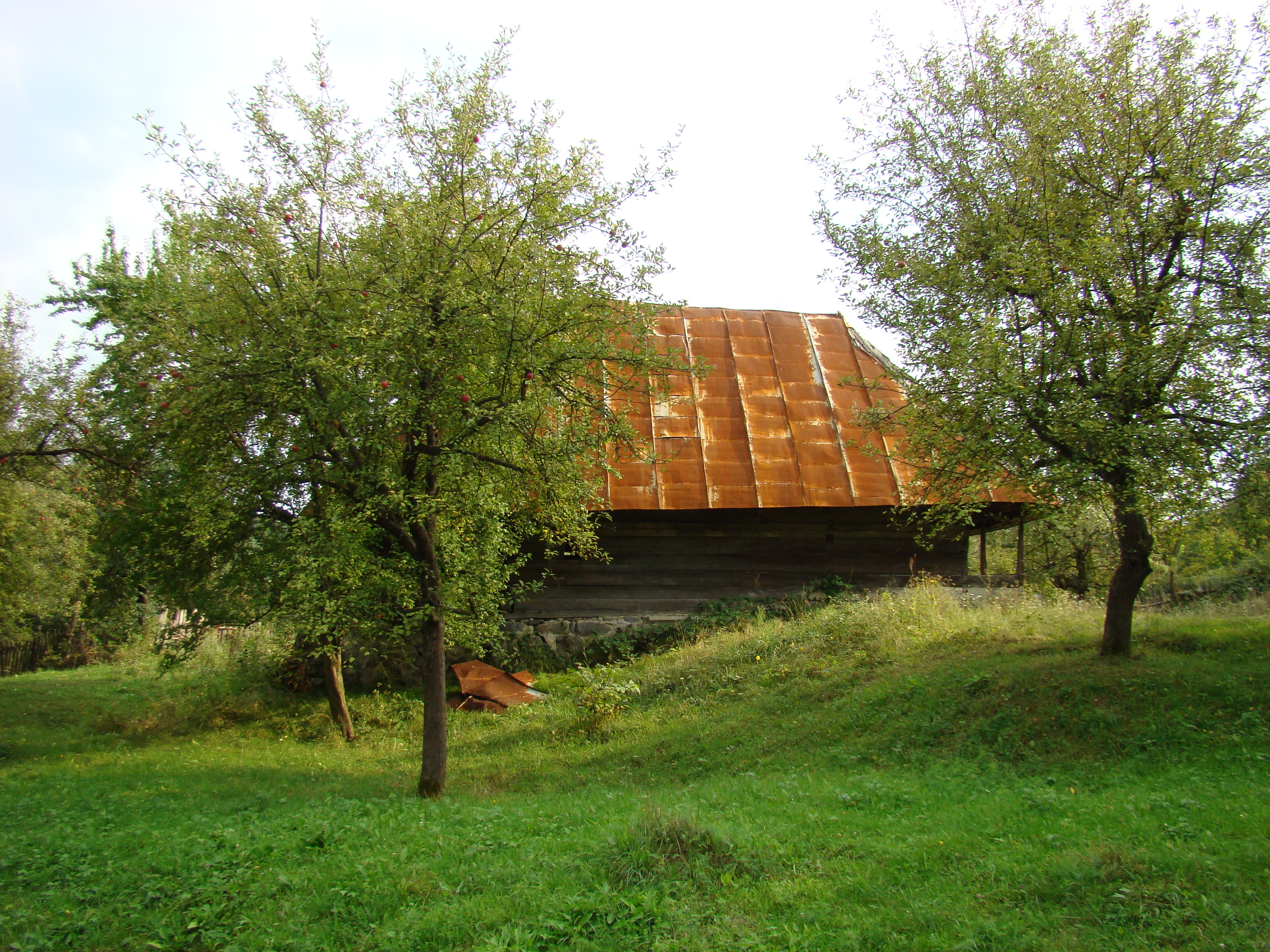
Biserica (nord)
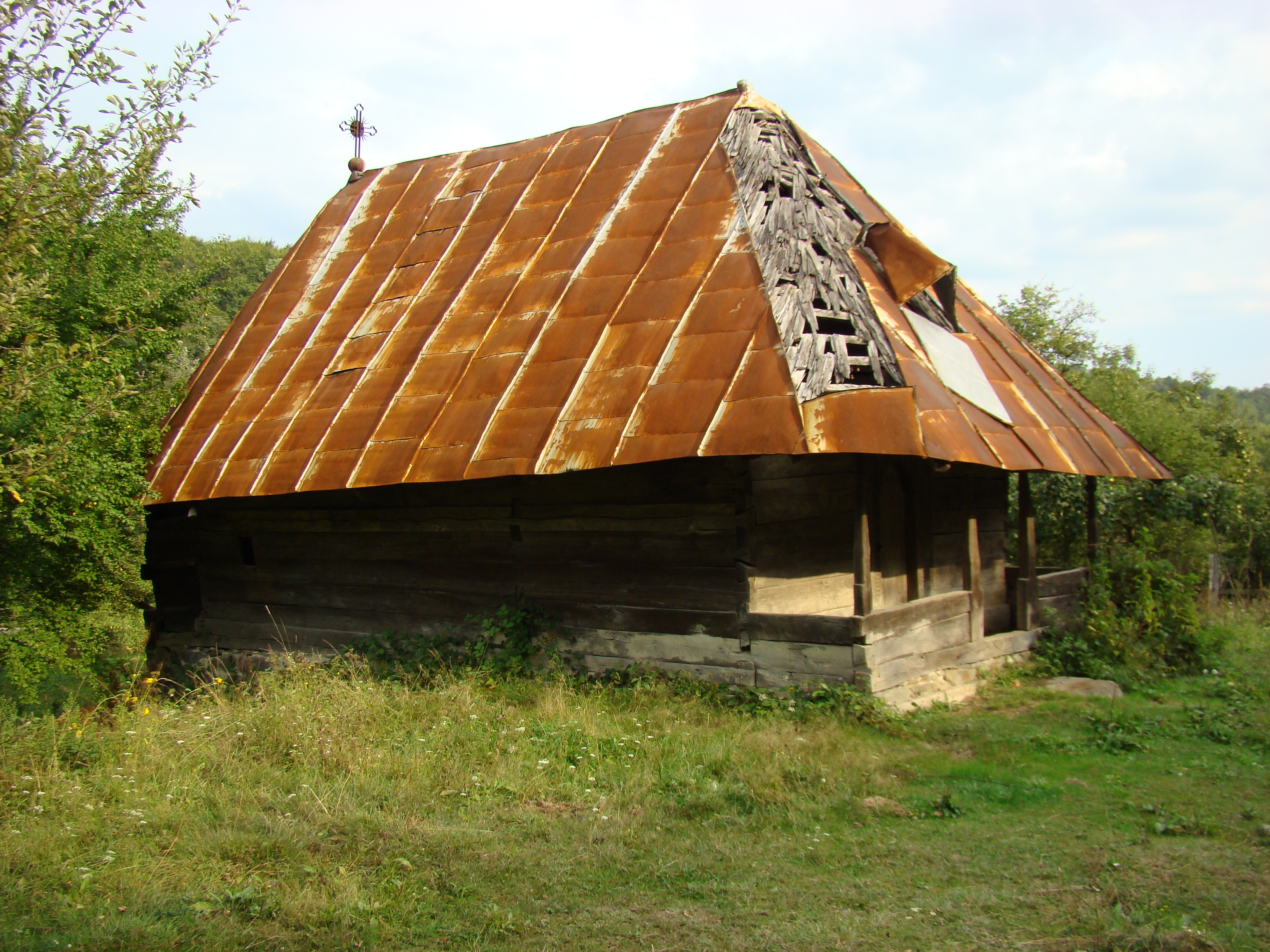
Biserica (nord-vest)
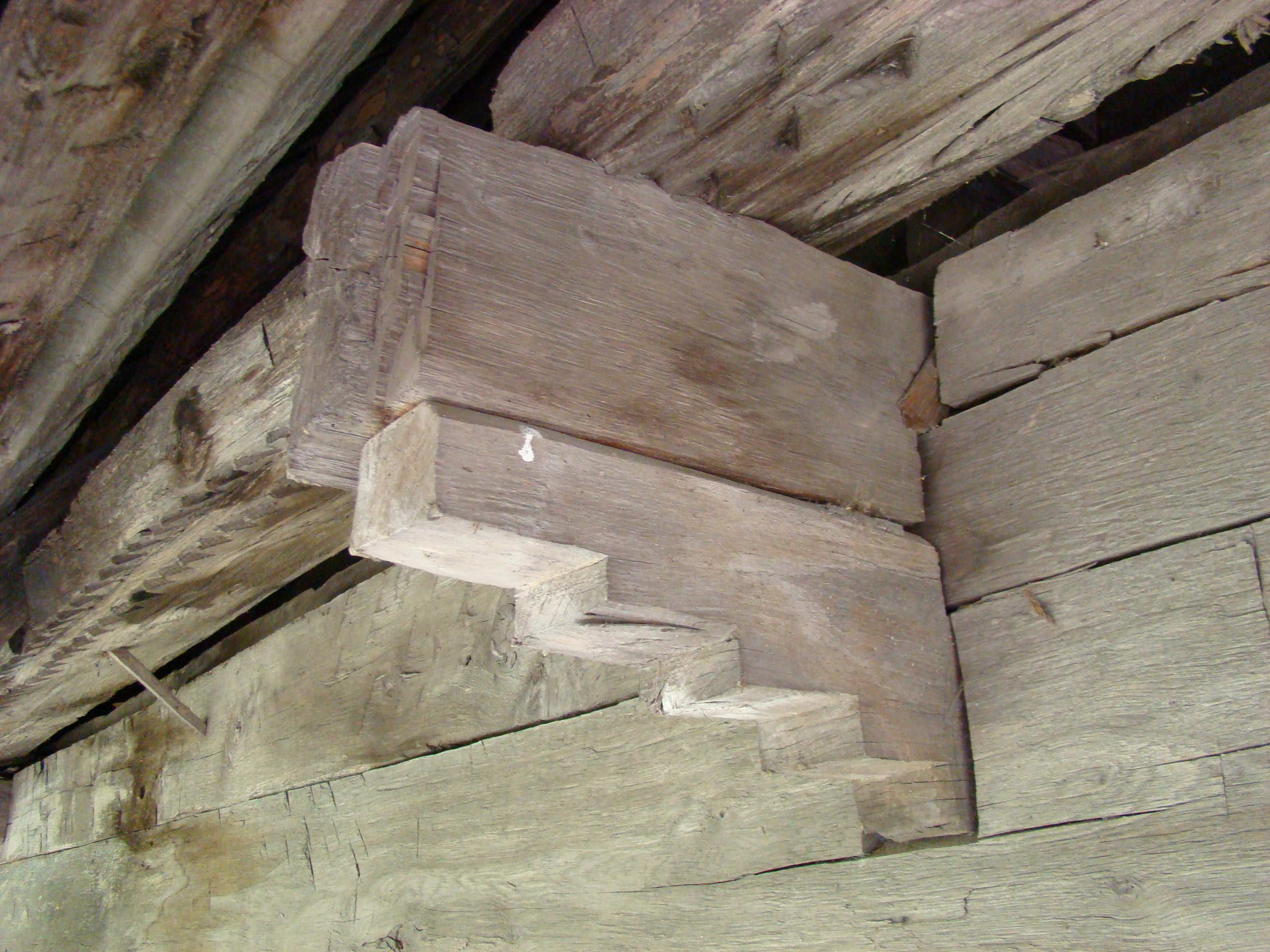
Consolă
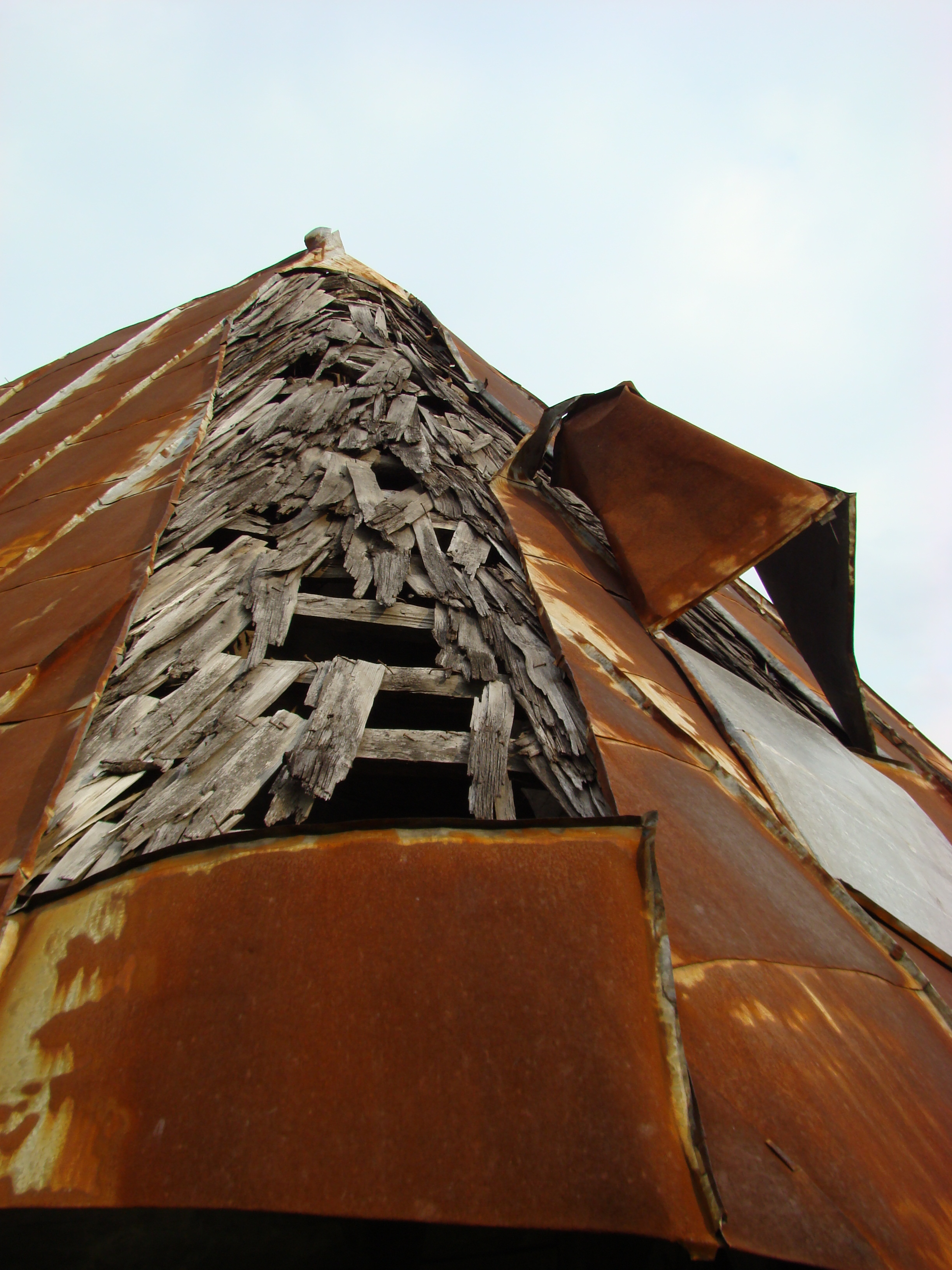
Acoperişul grav deteriorat
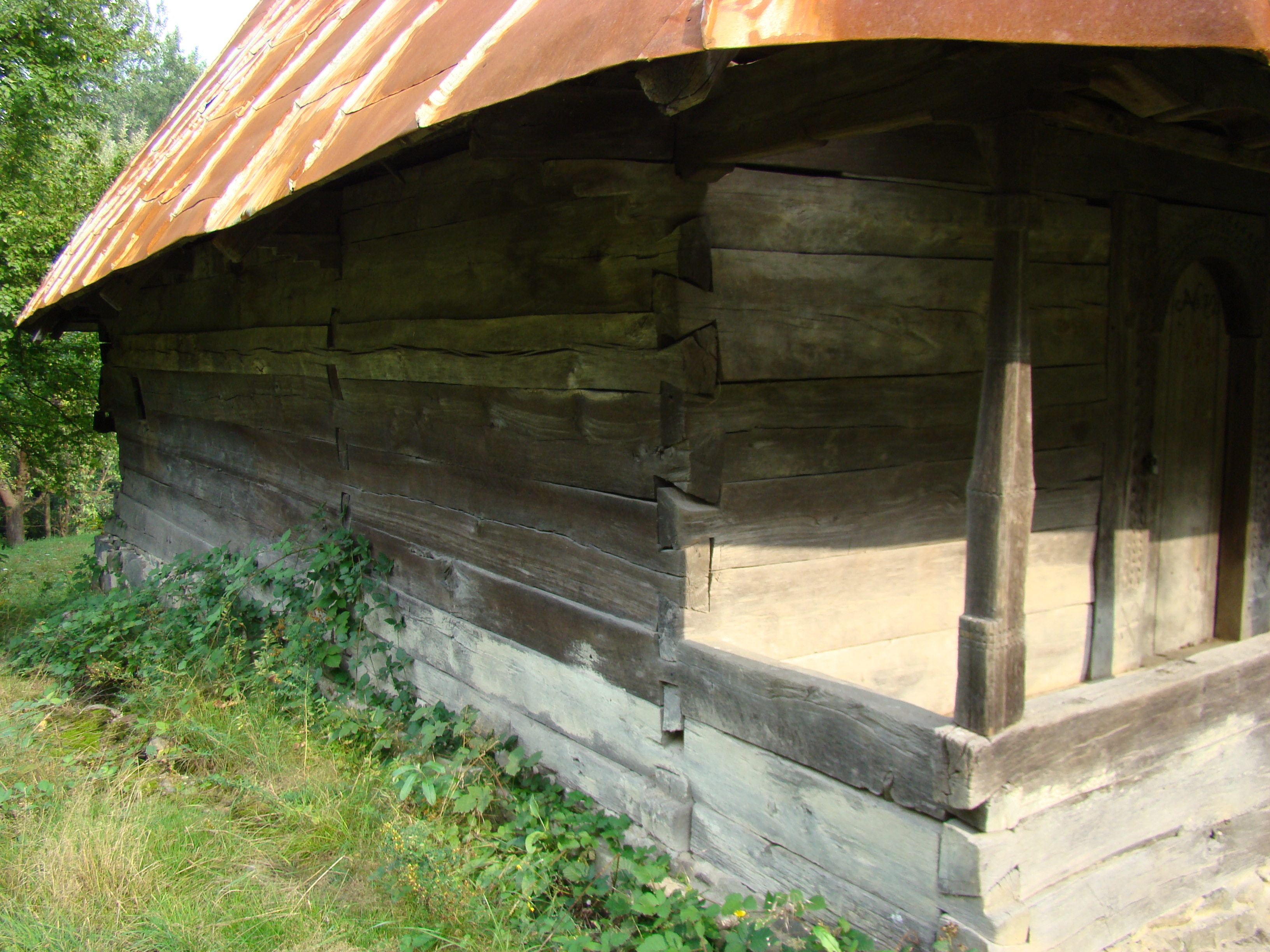
Latura de nord
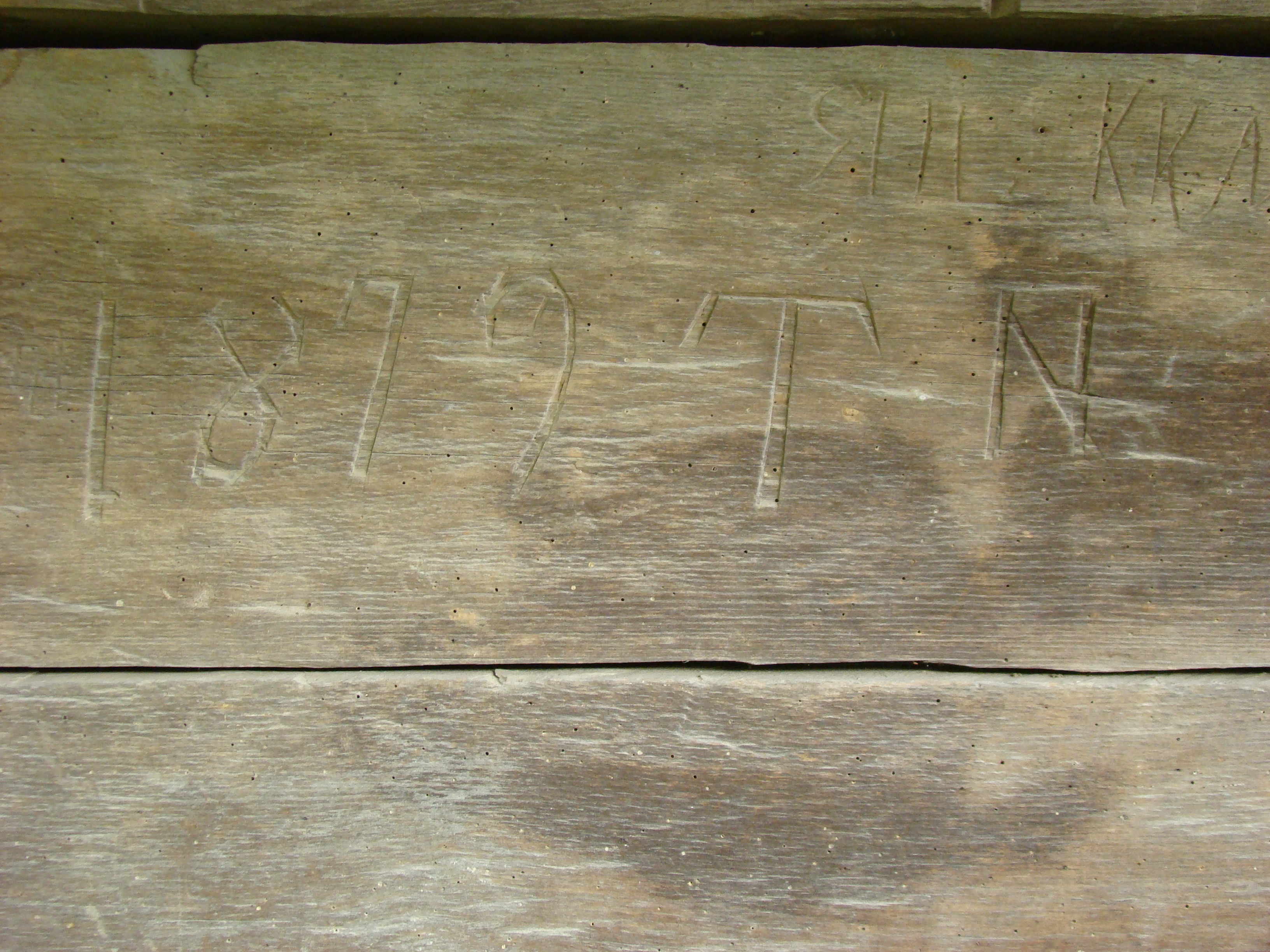
Inscripţia din dreapta intrării
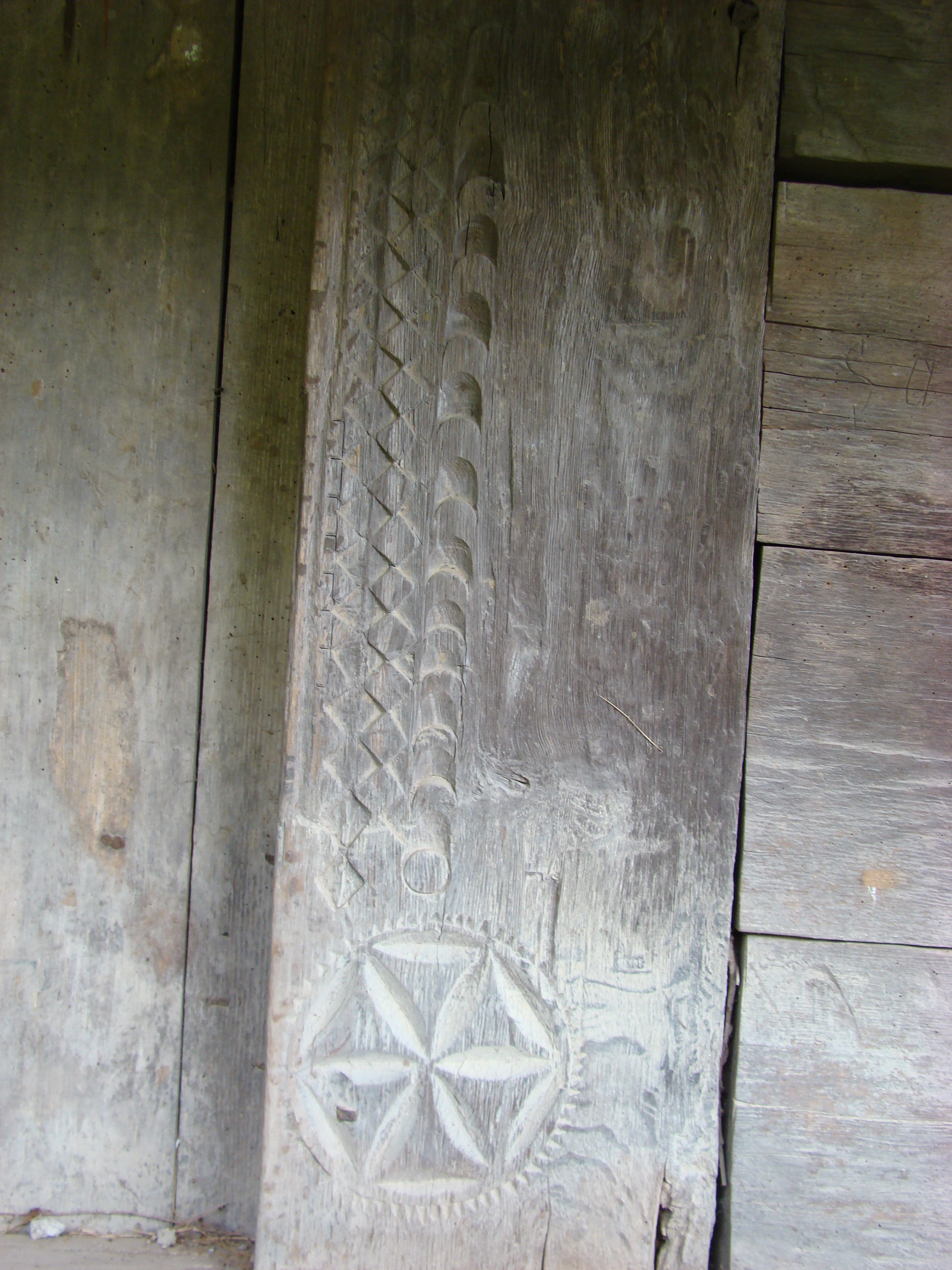
Decor cu rozetă petalată pe capetele montanţilor intrării
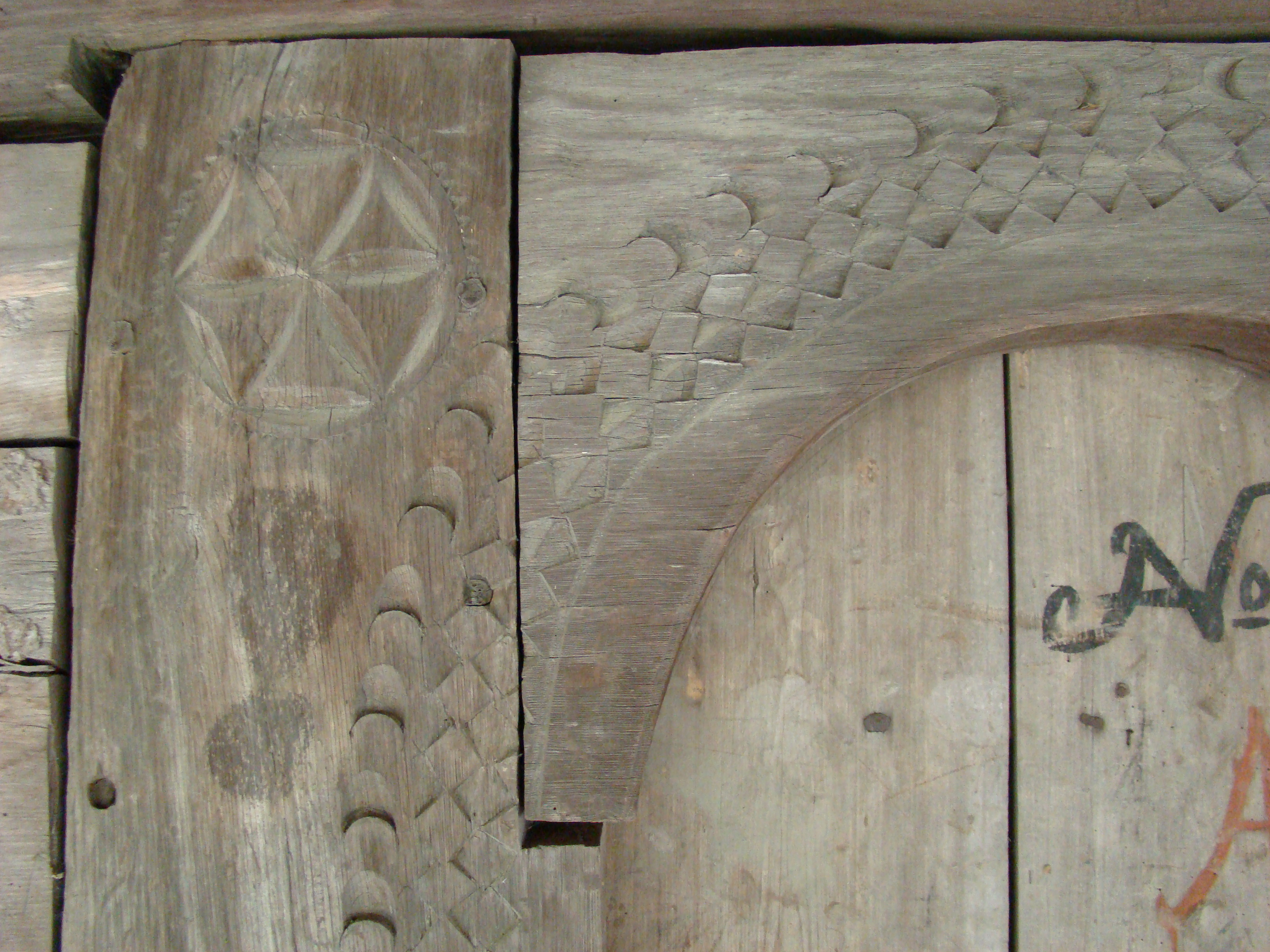
Decor cu rozetă petalată pe capetele montanţilor intrării

## Biserica de zid, sat Sâmbotin, comuna Schela, Gorj, galerie de imagini

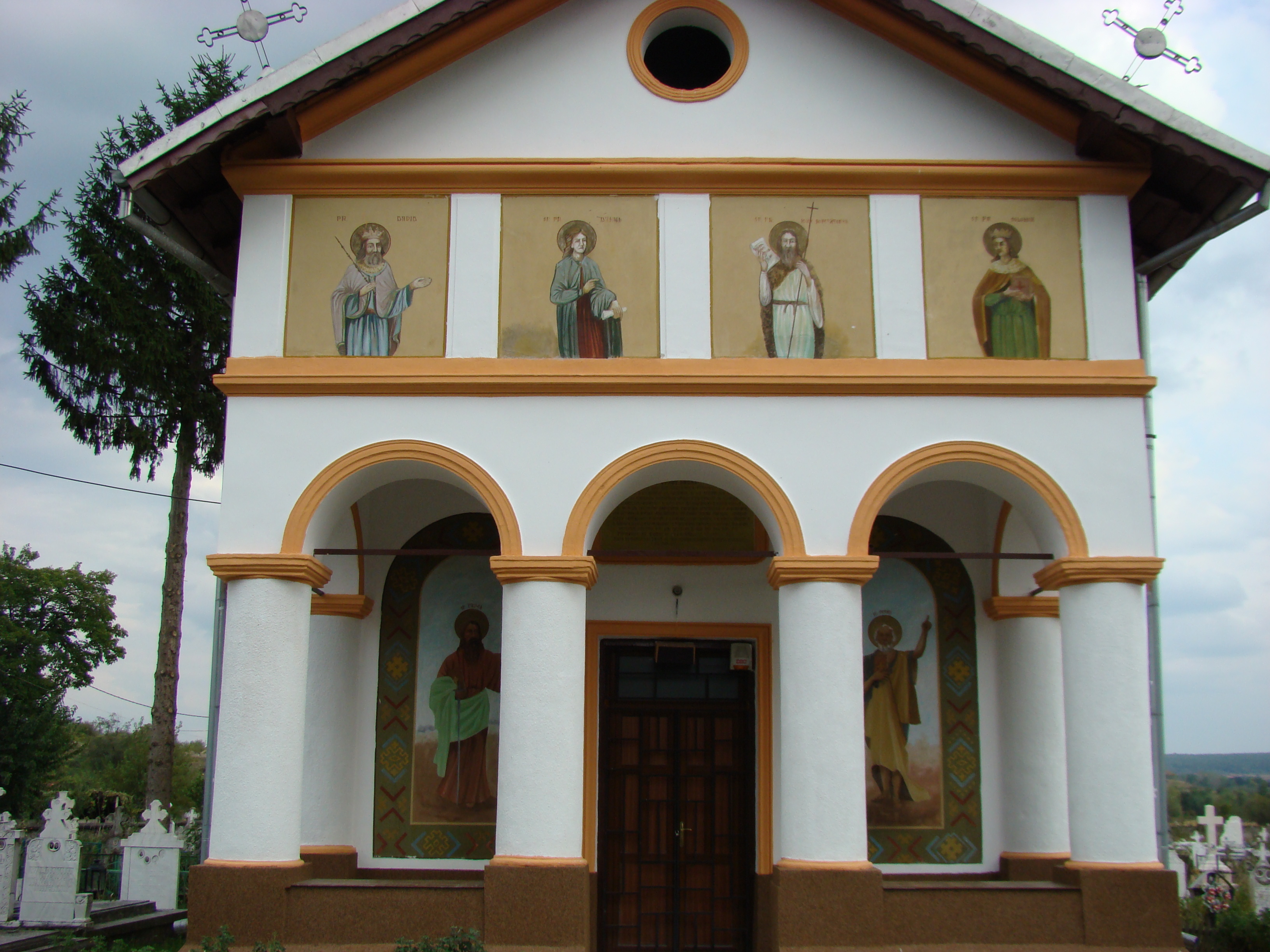
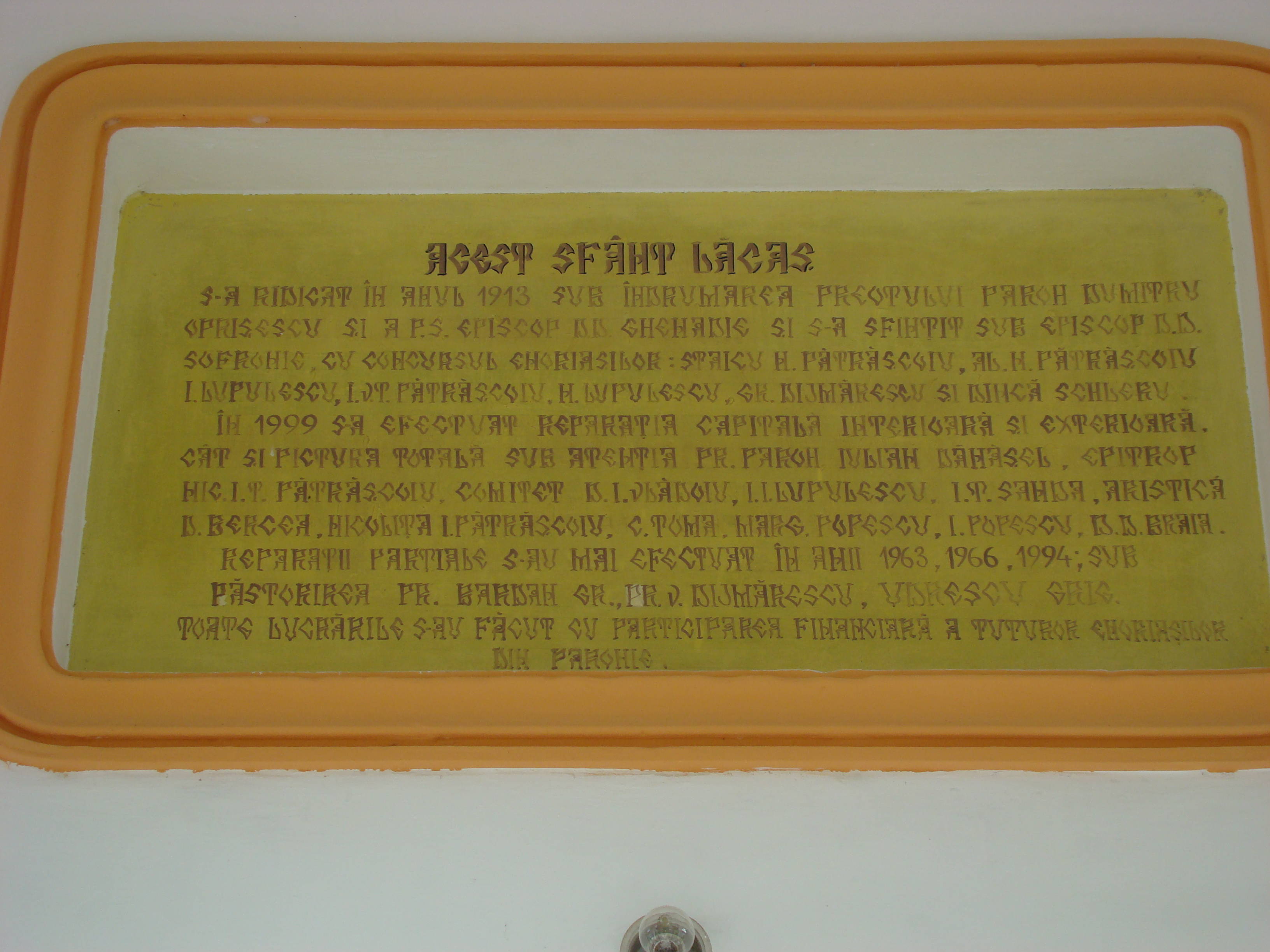
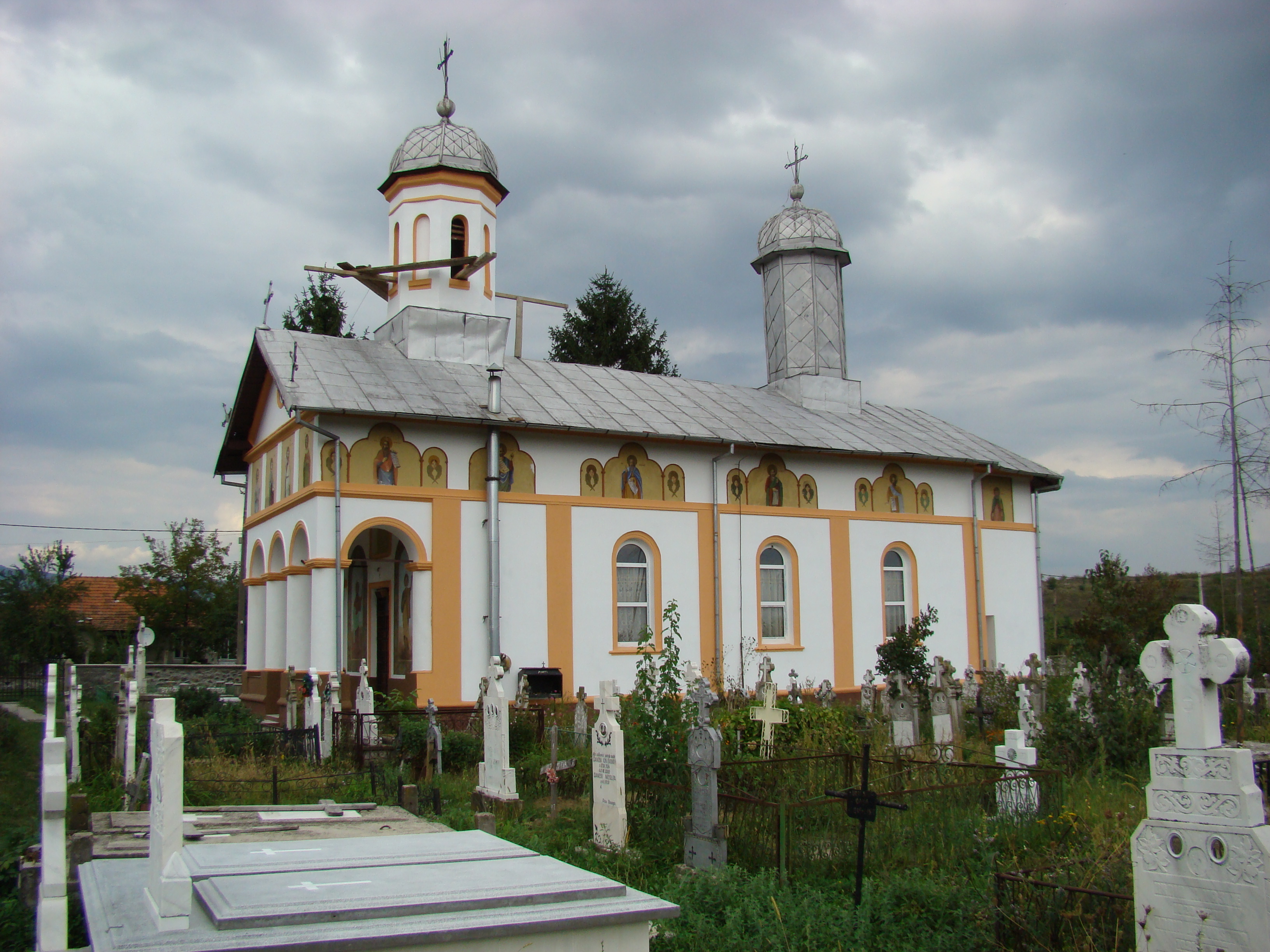
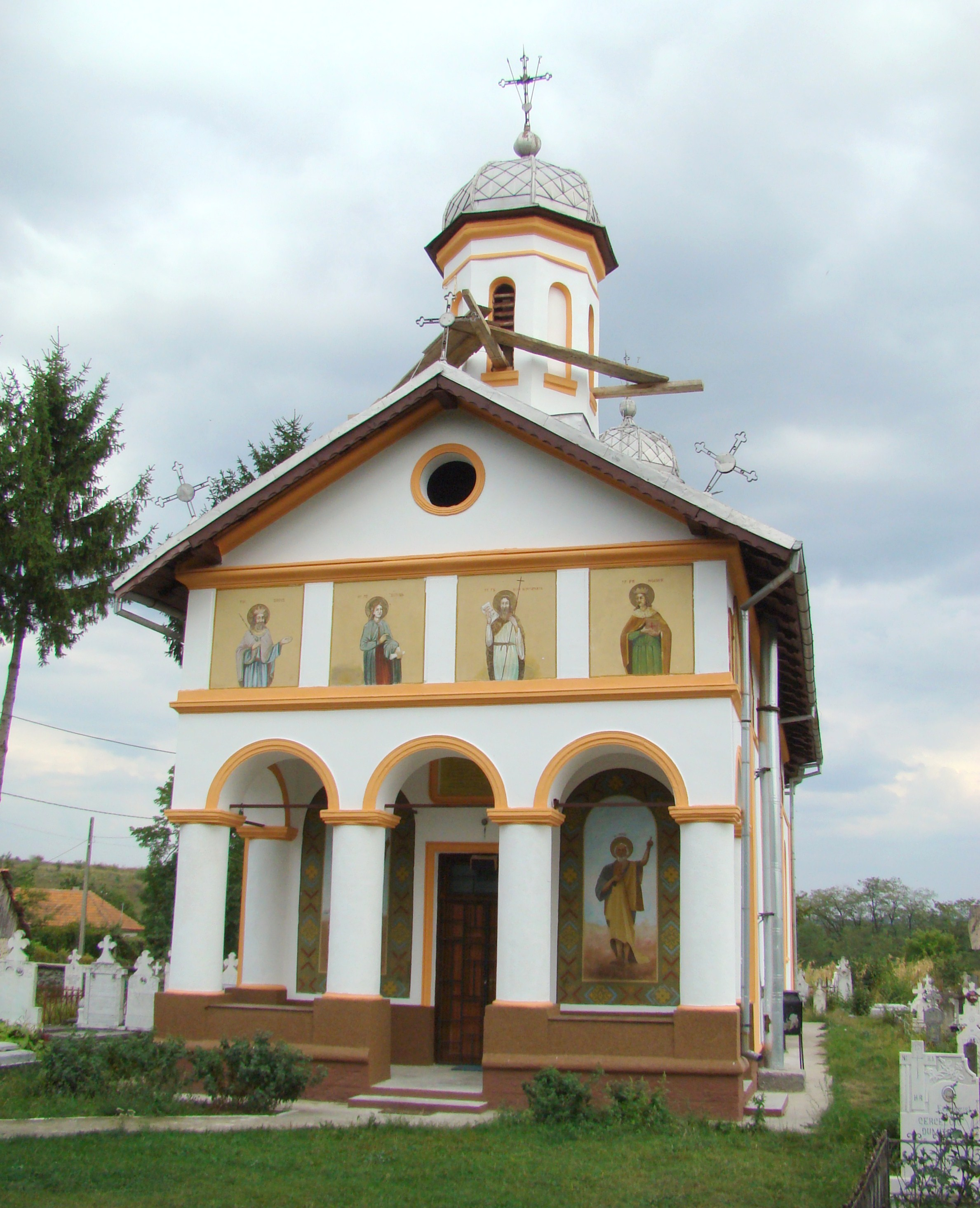
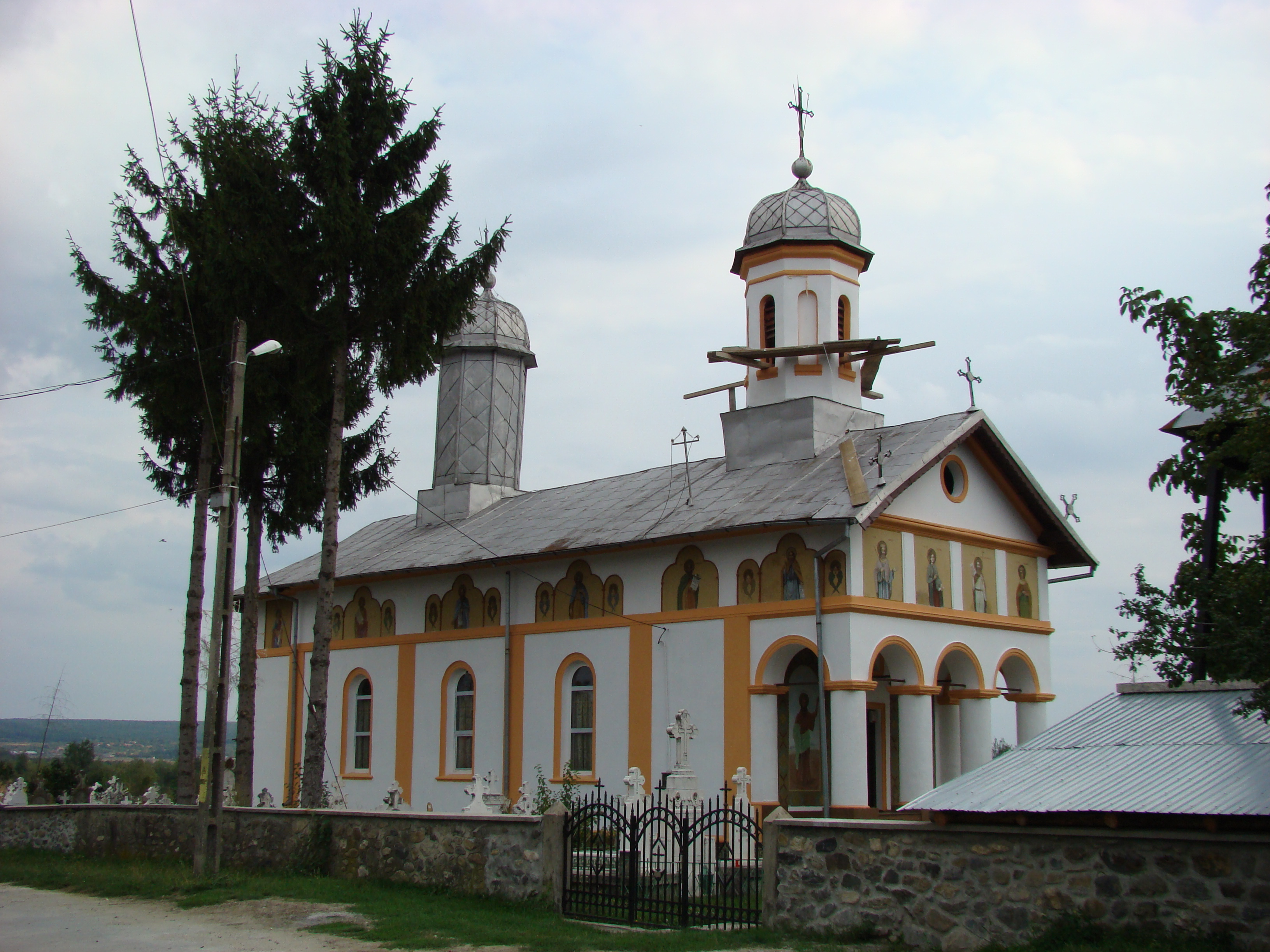